# Успанов, Курмангалий
Курмангалий Успанов (15 августа 1907, Сары-Камыш, Тургайская область — 7 сентября 1968, Алма-Ата) — советский хозяйственный, государственный и политический деятель.

## Биография
Родился в 1907 году в Сары-Камыше (ныне — Акбулакский район Оренбургской области). Член КПСС с 1937 года.
С 1934 года — на хозяйственной, общественной и политической работе. В 1934—1968 гг. — преподаватель, проректор Актюбинской высшей коммунистической сельскохозяйственной школы, заведующий Учебной частью, директор Актюбинского учительского института, заведующий Актюбинским областным отделом народного образования, директор Казахского государственного женского педагогического института, заведующий Отделом школ ЦК КП(б) Казахстана, заместитель заведующего Отделом пропаганды и агитации ЦК КП(б) Казахстана, заведующий Отделом школ ЦК КП Казахстана, секретарь ЦК КП Казахстана, ректор Алма-Атинской высшей партийной школы.
Делегат XX съезда КПСС.
Умер в Алма-Ате в 1968 году, похоронен на Центральном кладбище города.